# Salix buergeriana
Salix buergeriana är en videväxtart som beskrevs av Friedrich Anton Wilhelm Miquel. Salix buergeriana ingår i släktet viden, och familjen videväxter. Inga underarter finns listade i Catalogue of Life.